# Peniagone
Genre
Peniagone est un genre de concombres de mer des abysses de la famille des Elpidiidae.

## Liste d'espèces
Selon World Register of Marine Species (17 février 2015) :
- Peniagone affinis Théel, 1882
- Peniagone anamesa (Clark, 1920)
- Peniagone atrox Théel, 1882
- Peniagone azorica Marenzeller von, 1892
- Peniagone bispiculata Clark, 1920
- Peniagone challengeri Théel, 1882
- Peniagone coccinea Rogacheva & Gebruk in Rogacheva & al., 2013
- Peniagone crozeti Cross & Gebruk in Cross & al., 2009
- Peniagone diaphana (Théel, 1882)
- Peniagone dubia (D'yakonov & Savel'eva in D'yakonov & al, 1958)
- Peniagone elongata (Théel, 1879)
- Peniagone ferruginea Grieg, 1921
- Peniagone gracilis (Ludwig, 1894)
- Peniagone herouardi Gebruk, 1988
- Peniagone horrifer Théel, 1882
- Peniagone incerta (Théel, 1882)
- Peniagone intermedia Ludwig, 1893
- Peniagone islandica Deichmann, 1930
- Peniagone japonica Ohshima, 1915
- Peniagone leander Pawson & Foell, 1986
- Peniagone longipapillata Gebruk, 2008
- Peniagone lugubris Théel, 1882
- Peniagone marecoi Gebruk, 2008
- Peniagone mossmani Vaney, 1908
- Peniagone minuta Kremenetskaia & Gebruk in Kremenetskaia et al., 2021
- Peniagone mus D'yakonov, 1949
- Peniagone obscura Koehler & Vaney, 1905
- Peniagone papillata Hansen, 1975
- Peniagone piriei Vaney, 1908
- Peniagone porcella R. Perrier, 1896
- Peniagone purpurea (Théel, 1882)
- Peniagone saveljevae Kremenetskaia & Gebruk in Kremenetskaia et al., 2021
- Peniagone thieli Gebruk, 1997
- Peniagone théeli Ekman, 1925
- Peniagone vedeli Hansen, 1956
- Peniagone vexillum Perrier R., 1900
- Peniagone vignoni Hérouard, 1901
- Peniagone vitrea Théel, 1882
- Peniagone willemoesi (Théel, 1882)
- Peniagone wiltoni Vaney, 1908
- Peniagone wyvillii Théel, 1882

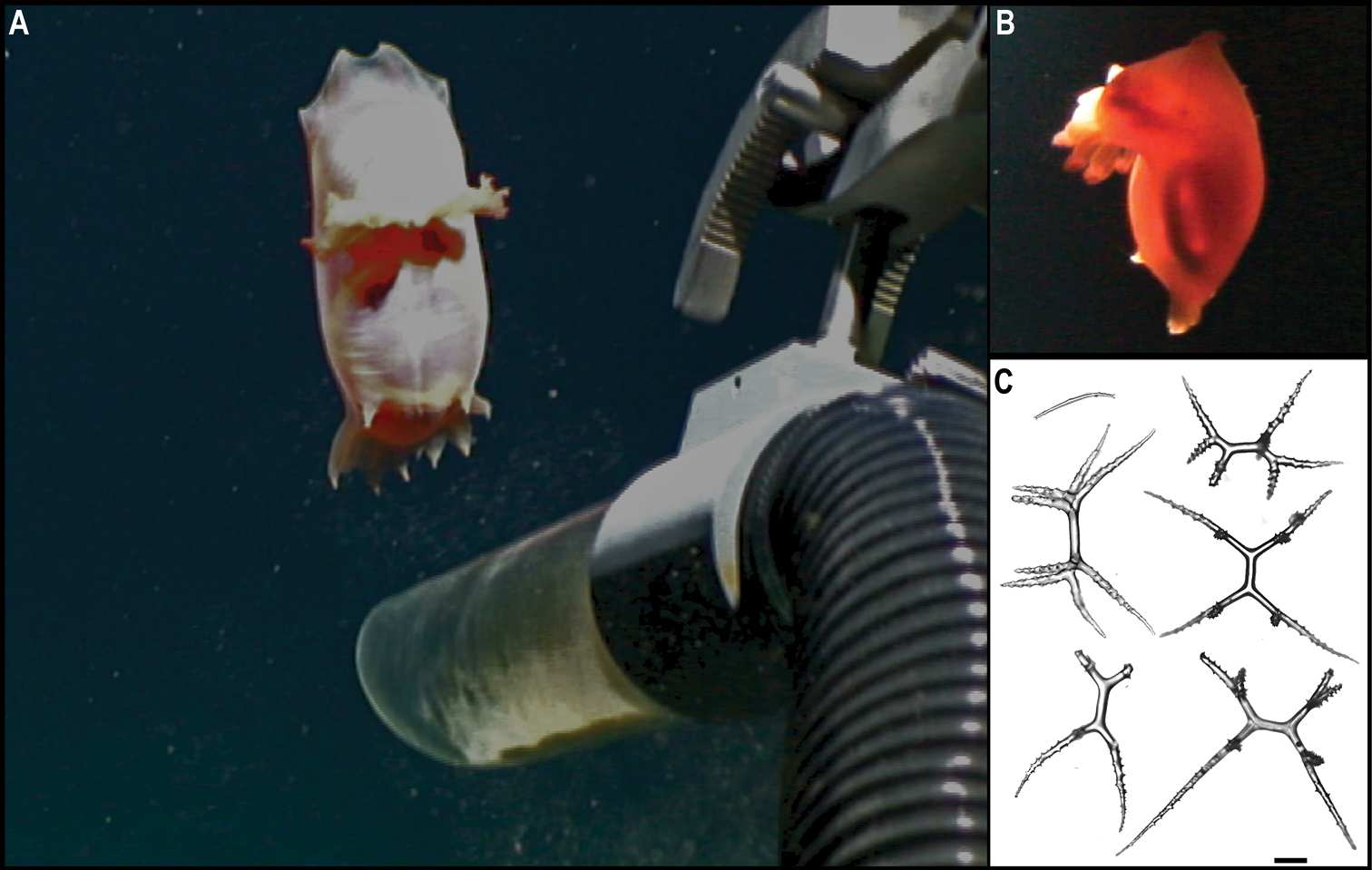
Peniagone leander
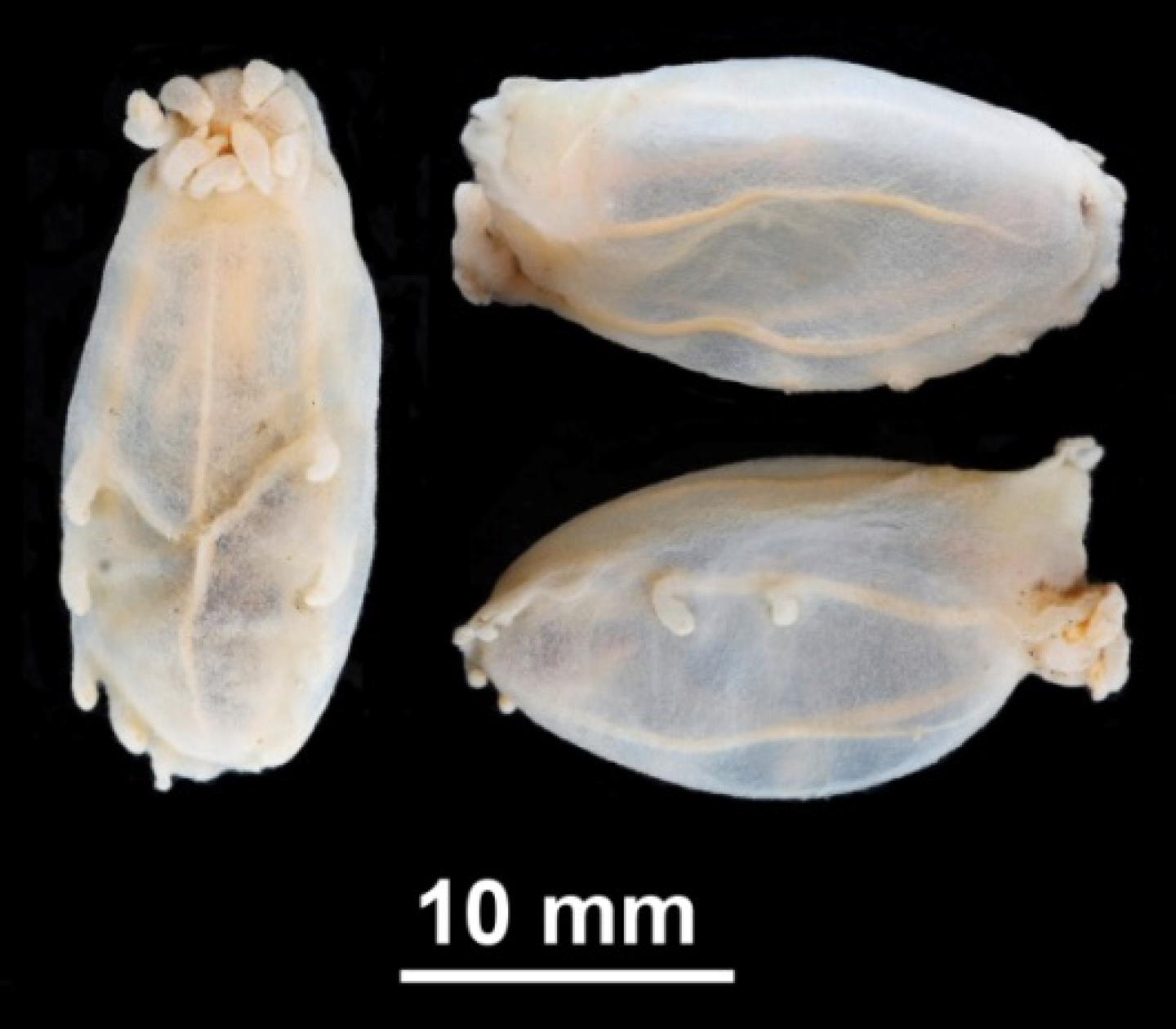
Peniagone minuta
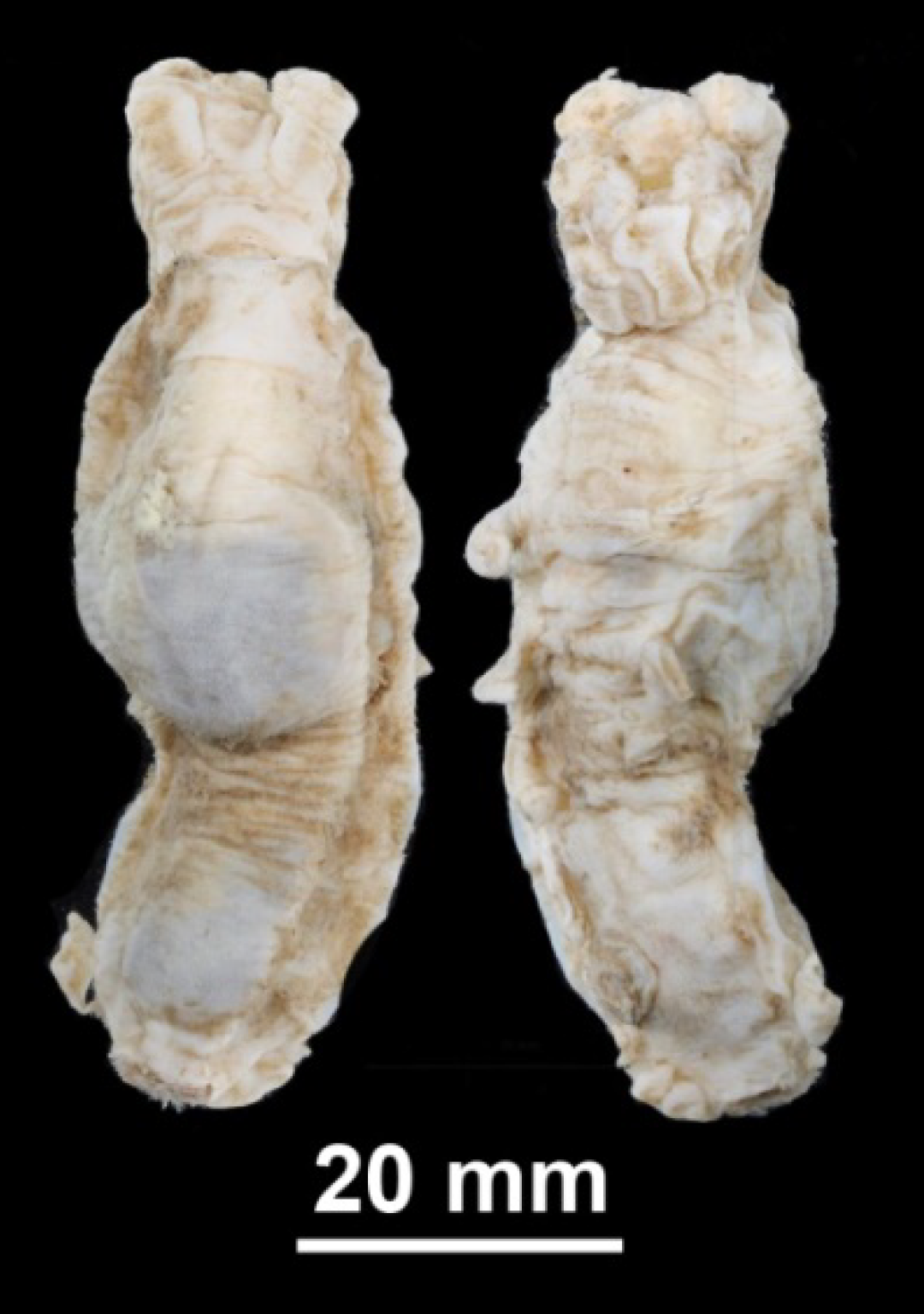
Peniagone mus
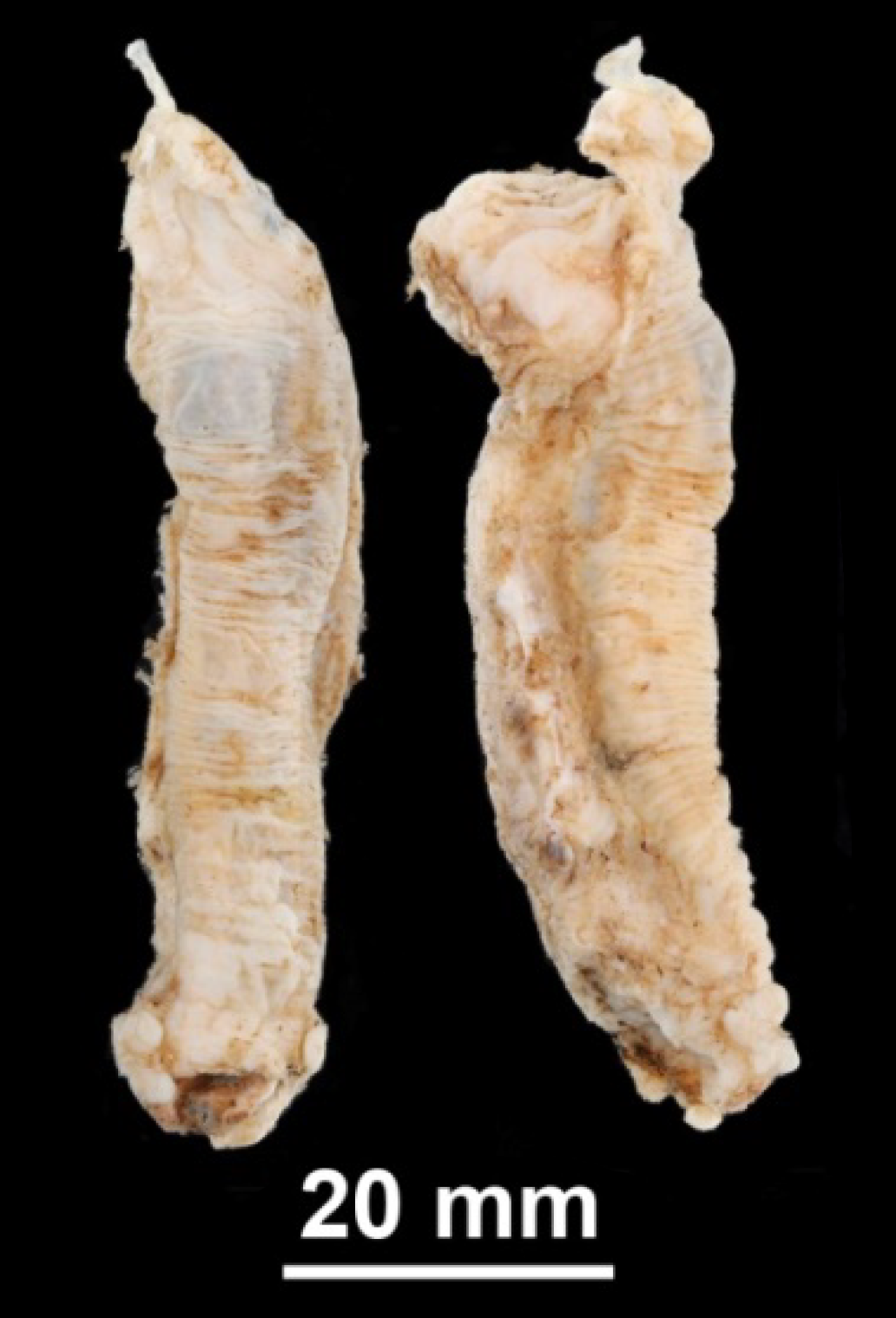
Peniagone saveljevae
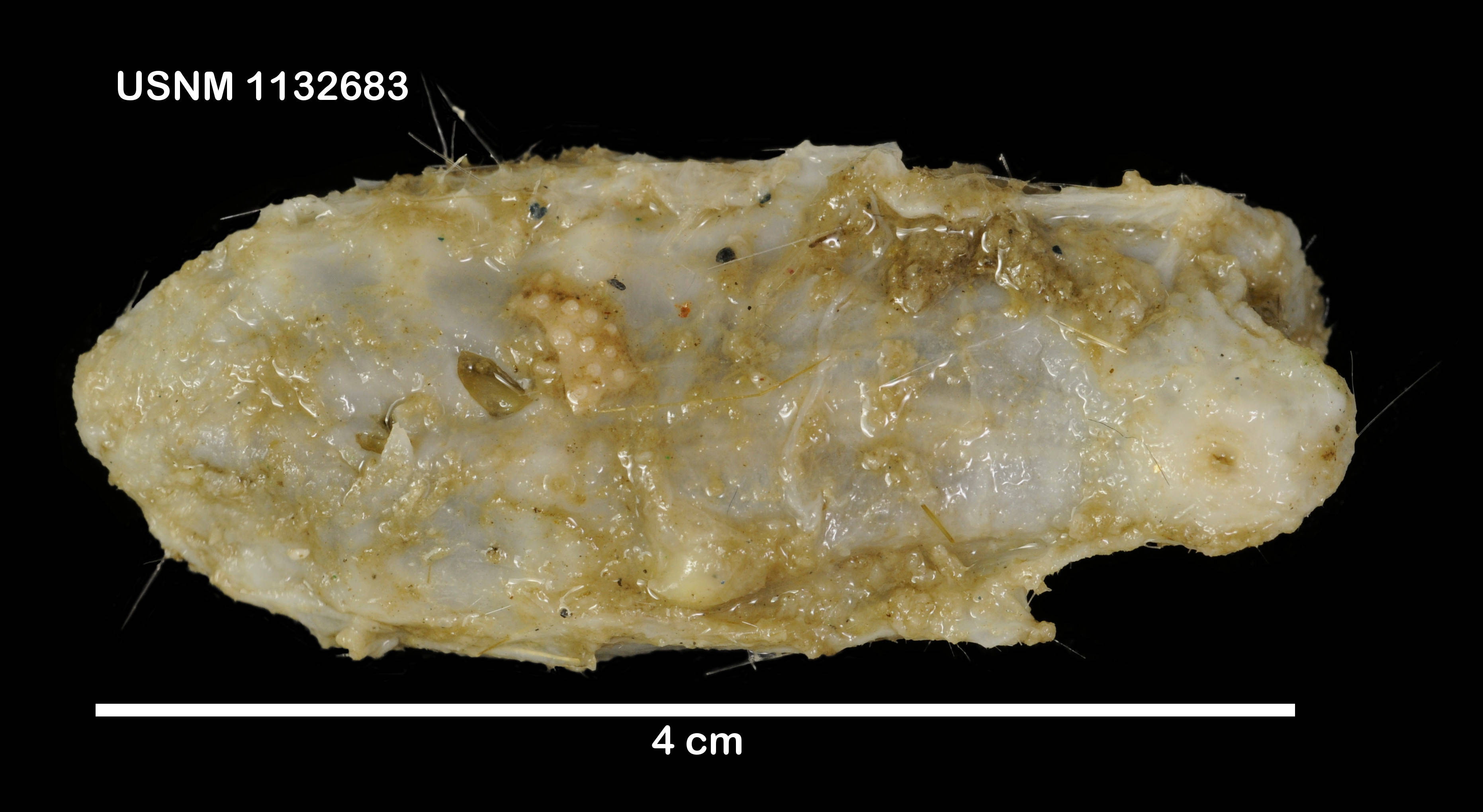
Peniagone vignoni
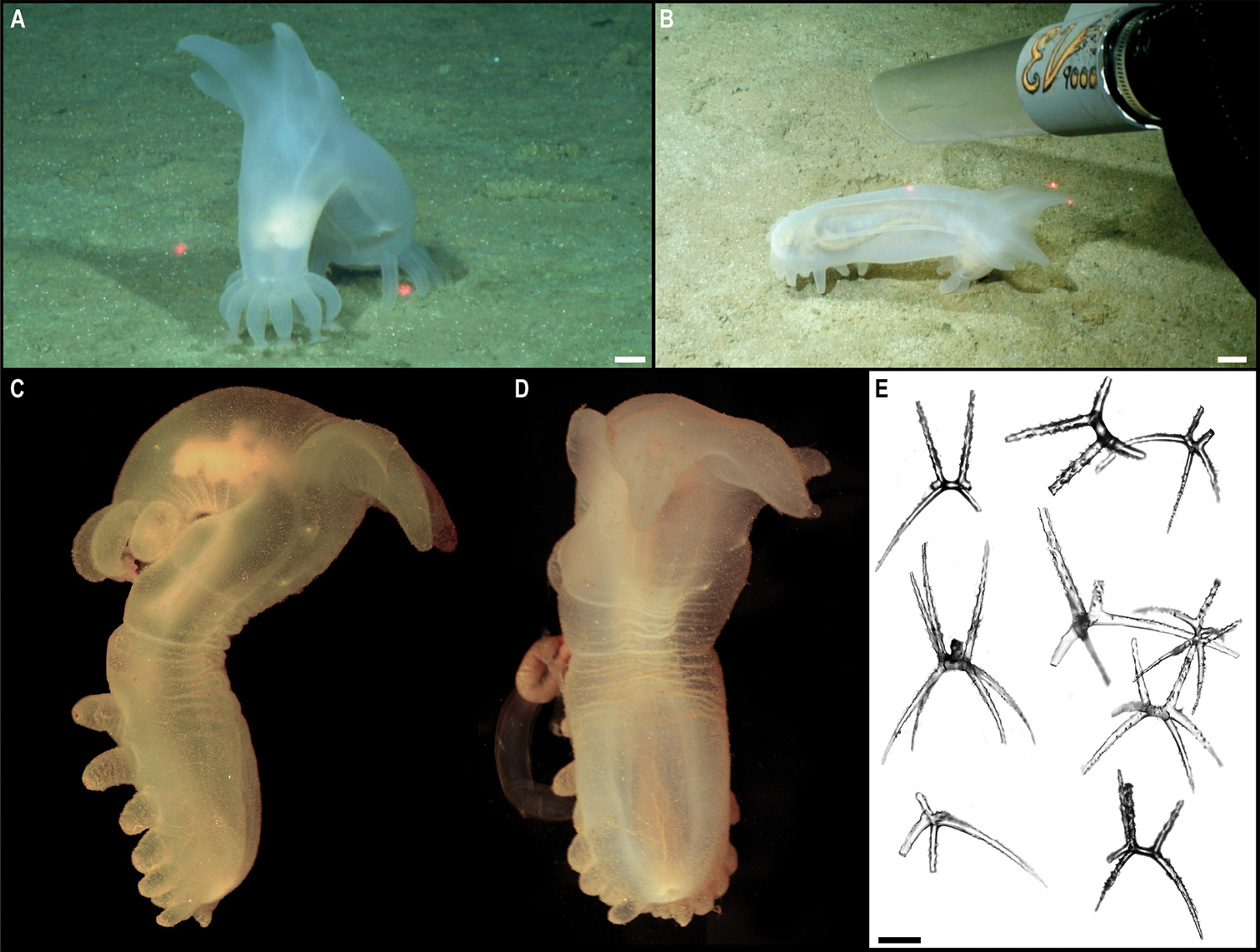
Peniagone vitrea